# Deltares

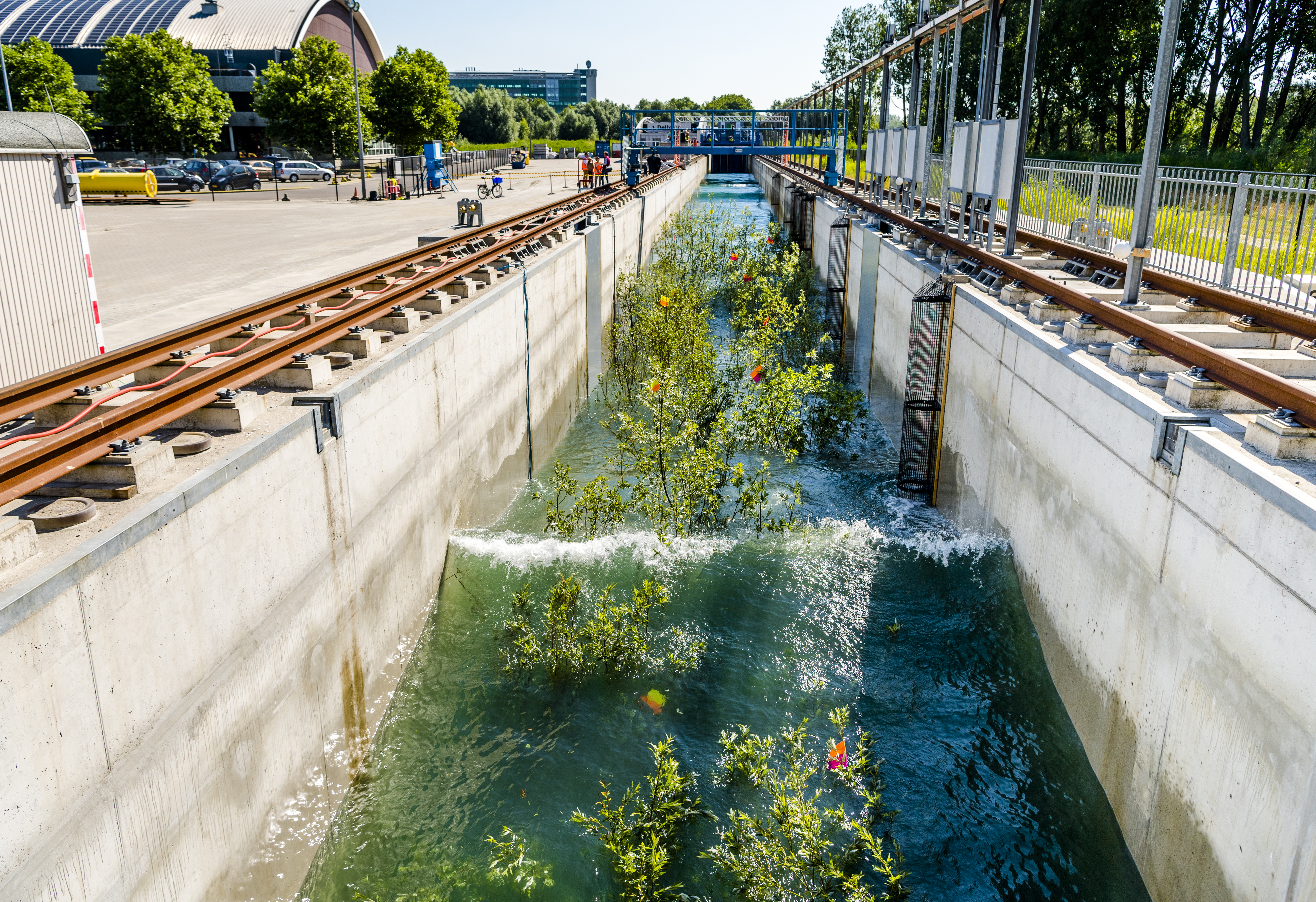
De Deltagoot op de campus van Deltares

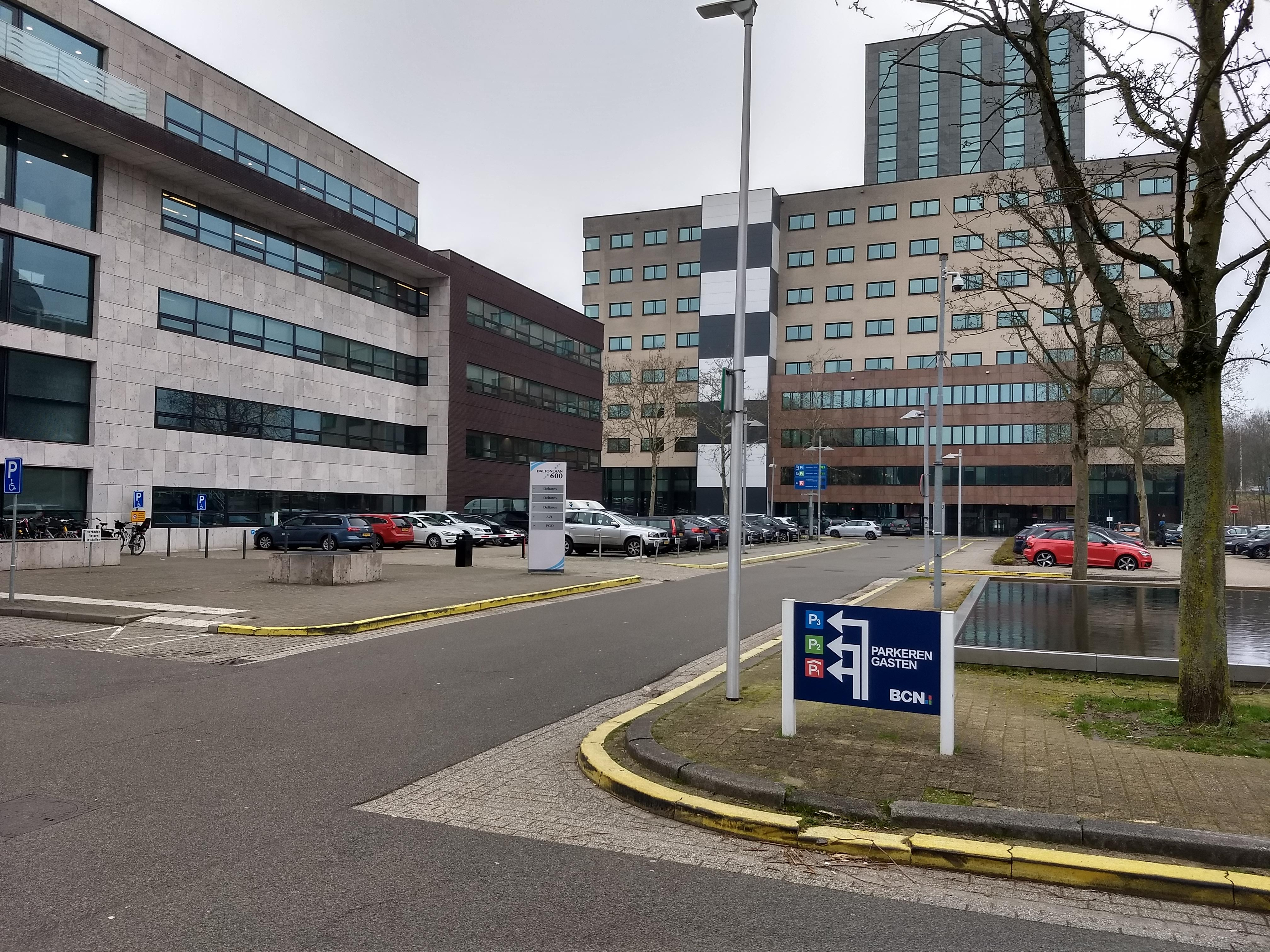
Kantoor in Utrecht

Deltares is een Groot Technologisch Instituut (GTI) in Nederland op het gebied van water, ondergrond en infrastructuur. Deltares richt zich voornamelijk op rivierdelta’s, kustregio’s, riviergebieden en offshore. Deltares heeft ruim 750 fte medewerkers (2020) met 42 nationaliteiten en is gevestigd in Delft en Utrecht. De omzet in 2020 was € 112 miljoen. 
Deltares levert kennis en advies op het gebied van:
- integraal waterbeheer;
- waterveiligheid;
- waterbouw – planning, ontwerp, beheer en onderhoud van waterbouwkundige werken;
- grondwater;
- bodembeheer;
- geologie;
- ecologie;
- waterkwaliteit;
- morfologie;
- benutting van de ondiepe ondergrond; en
- ruimtelijke inpassing van droge en natte infrastructuur.

## Faciliteiten
Naast bureaustudies heeft Deltares wereldwijd een naam op het gebied van fysiek modelonderzoek en computertoepassingen. 
Voor fysiek modelonderzoek zijn er golfgoten (waaronder de Deltagoot), golfbassins en sluisfaciliteiten beschikbaar. Daarnaast zijn er faciliteiten voor onderzoek naar pompen en leidingen. 
Voor geotechnisch onderzoek is er onder andere de geocentrifuge, de water- en grondgoot (voor baggeronderzoek) en een geotechnisch laboratorium. 

## Geschiedenis
Deltares is naar aanleiding van de bevindingen van de Commissie-Wijffels op 1 januari 2008 ontstaan uit de samenvoeging van:
- GeoDelft;
- Delft Hydraulics, eerder bekend onder de naam Waterloopkundig Laboratorium;
- delen van TNO–Bouw en Ondergrond en
- delen van de specialistische diensten RIZA, RIKZ en DWW van Rijkswaterstaat.

Deltares levert met haar kennis een bijdrage aan nationale en internationale missies, bijvoorbeeld de UN Social Development Goals.